# (36250) 1999 VB179
1999 VB179 (asteroide 36250) é um asteroide da cintura principal. Possui uma excentricidade de 0.12108740 e uma inclinação de 12.47299º.
Este asteroide foi descoberto no dia 6 de novembro de 1999 por LINEAR em Socorro.